# Ben Robb
Ben Robb (* 24. Oktober 1988 in Christchurch) ist ein neuseeländischer Dartspieler. Er gilt neben Haupai Puha als einer der aktuell besten Māori-Dartsspieler.

## Karriere
Ben Robb begann im Jahr 2017 mit dem Dartsspielen. Da Corey Cadby seine Teilnahme an den Auckland Darts Masters 2018 aufgrund von Visa-Problemen kurzfristig zurückziehen musste, durfte Robb dessen Startplatz übernehmen. In der ersten Runde verlor er erst im Entscheidungsleg gegen Simon Whitlock aus Australien. Auf der DPA Tour konnte Robb gute Resultate erzielen und qualifizierte sich dadurch für die Brisbane Darts Masters 2019. In der ersten Runde verlor er allerdings ohne ein Leg zu gewinnen gegen Michael van Gerwen. Bei den erstmals ausgetragenen NZ Darts Masters 2019 traf Robb erneut auf Simon Whitlock und ging dieses Mal als Sieger aus dem Spiel hervor. Im Viertelfinale scheiterte er dann jedoch an Rob Cross. Im November gelang ihm die Qualifikation für die Weltmeisterschaft 2020. Bei seiner Weltmeisterschaftspremiere traf der Neuseeländer auf Ron Meulenkamp. Das Spiel verlor Robb mit 0:3 Sätzen, spielte allerdings das zweite 170er Finish des Turniers.
Im Jahr 2021 nahm Robb nach der Pause durch die COVID-19-Pandemie wieder an den Turnieren der World Darts Federation in seiner Heimat teil. Dabei gewann der das South Island Masters, das North Island Masters und das John Wilkie Memorial. Damit hätte er sich ursprünglich für die WDF World Darts Championship 2022 qualifiziert. Robb entschied sich jedoch gegen eine Teilnahme, da er gleichzeitig als Vertreter Neuseelands bei der PDC World Darts Championship 2022 ausgewählt wurde. Hierbei verlor er in Runde eins mit 1:3 gegen Rusty-Jake Rodriguez.
Im Januar 2022 nahm Robb ohne Erfolg an der PDC Qualifying School teil. Anfang Juni spielte er sich ins Finale der Canterbury Open, wo er jedoch mit 3:5 Haupai Puha unterlag. Mit selbem Ergebnis gewann Robb jedoch Ende des Monats das South Islands Masters. Ein Titel, den er Anfang April erfolgreich verteidigen konnte, diesmal durch einen 5:3-Sieg über Darren Dummigan.
Ende Mai 2023 erreichte Robb beim John Wilkie Memorial das Finale, das er mit 2:5 gegen Haupai Puha verlor. Dafür gewann er Mitte Juli das Shot New Zealand Masters, indem er Haupai Puha mit 5:1 im Finale bezwang. Ende September nahm er beim WDF World Cup 2023 im dänischen Esbjerg teil. Im Einzel schaffte er es dabei nur unter die letzten 64, wo er gegen Peter Machin unterlag. Im Doppel jedoch spielte er sich gemeinsam mit Haupai Puha bis ins Finale, welches man mit 6:2 gegen Danny Trueman und Davie Kirwan aus Schottland gewann. Im Teamwettbewerb ging es dann noch ins Achtelfinale.
Seine Siegesserie bei der WDF setzte er Ende Oktober beim Alan King Memorial fort, bei dem er mit 5:3 gegen Kayden Milne im Finale gewann.
2024 ging Robb wieder bei der European Q-School an den Start. Mit drei Punkten schaffte er dabei über die Rangliste den Sprung in die Final Stage, die er auf Rang 43 in der Rangliste beendete. Dieser reichte jedoch wieder nicht für eine Tour Card.
Bei den South Island Masters daraufhin Ende März unterlag Robb im Finale mit 3:5 Kayden Milne. Dafür gewann er Ende April das North Island Masters mit 5:2 gegen Jonny Tata sowie Mitte Mai das John Wilkie Memorial mit 5:1 gegen Brad Hamill. Ende Juni gewann Robb die New Zealand Open, indem er sich im Finale mit 7:5 gegen Danny Porter durchsetzte. Da es sich bei den New Zealand Open um ein Gold-Turnier handelt, ist er somit wie im Vorjahr für die WDF World Darts Championship 2024 qualifiziert. Zuvor spielte Robb allerdings dank dieses Sieges noch das World Masters 2024 in Budapest. Mit drei aus drei Siegen überstand er dabei die Gruppenphase. Seine K.-o.-Spiele gegen Luca Jäger und Darryl Loughery konnte er dabei ebenfalls gewinnen, bevor er mit 4:5 knapp gegen den Kroaten Romeo Grbavac ausschied.
Außer bei den neuseeländischen WDF-Turnieren war Robb auch auf der DPNZ Tour dominant und gewann zwei der Turniere. Er beendete daraufhin die Turnierserie auf Rang drei. Er gewann außerdem die Play-offs und qualifizierte sich dadurch für die PDC World Darts Championship 2025, weshalb er auf eine Teilnahme an der WDF-WM vverzichtete. Bei der WM gewann Robb lediglich ein Leg und schied mit 0:3 gegen Connor Scutt aus.
Robb nahm daraufhin an der Q-School 2025 teil. Er erreichte die Final Stage und schaffte es am ersten Tag ins Achtelfinale, gewann danach jedoch kein Spiel mehr und errang somit wieder keine Tour Card. Mitte Juni erreichte Robb bei den New Zealand Open das Finale. Er konnte seinen Titel jedoch nicht verteidigen und verlor mit 2:7 gegen Jonny Tata.

## Weltmeisterschaftsresultate

### PDC
- 2020: 1. Runde (0:3-Niederlage gegen  Ron Meulenkamp)
- 2022: 1. Runde (1:3-Niederlage gegen  Rusty-Jake Rodriguez)
- 2023: 1. Runde (1:3-Niederlage gegen  Mickey Mansell)
- 2024: 1. Runde (0:3-Niederlage gegen  Richard Veenstra)
- 2025: 1. Runde (0:3-Niederlage gegen  Connor Scutt)

## Titel

### WDF
- Gold-Turniere 
  - Shot New Zealand Open: (2) 2022, 2024
- Silber-Turniere
  - John Wilkie Memorial: (1) 2021
  - New Zealand Masters: (1) 2023
  - Pacific Masters: (1) 2025
  - Taranaki Open: (1) 2022
- Bronze-Turniere:
  - John Wilkie Memorial: (1) 2024
  - South Island Masters: (1) 2022, 2023
  - Ted Clements Memorial: (1) 2022
  - Alan King Memorial: (1) 2023
  - North Island Masters: (1) 2024
- Sonstige 
  - South Island Masters: (2) 2019, 2021
  - North Island Masters: (1) 2021